# Klokan Hagenův
Klokan Hagenův (Dorcopsis hageni) je druh vačnatce. Patří mezi menší druhy klokanů.
Žije v tropických deštných lesích severní Nové Guineji.
Délka těla dosahuje 42–60 cm, ocas pak měří dalších 31–37 cm. Váží pět až šest kilogramů.
Živí se převážně rostlinnou potravou, houbami, doplňkově také hmyzem.

## Chov v zoo
Chov v zoo je velmi raritní záležitostí, jelikož se jedná o choulostivý druh. V celé Evropě se na počátku roku 2019 nacházel jen ve čtyřech zoo: v jedné české (Zoo Praha), jedné nizozemské a dvou ruských zoo. První odchov mimo Asii se podařil v roce 2016 v Zoo Praha.

### Chov v Zoo Praha
První jedinci tohoto druhu přišli do Zoo Praha v roce 2013. Jednalo se o dva samce a dvě samice. První mládě se podařilo odchovat v roce 2016. Samice Gertruda se stala historicky prvním mládětem tohoto druhu mimo Asii. V roce 2017 se narodila samice Adolfína. Téhož roku byl získán ještě nový nepříbuzný samec. Ke konci roku 2017 tak byli chováni tři samci a tři samice. V roce 2018 se podařilo odchovat dvě mláďata od dvou samic (Staré matky a Adolfíny). Ke konci roku 2018 tak bylo chováno sedm jedinců (čtyři samci a tři samice). V lednu se narodilo jedno mládě, v srpnu 2019 následovala další dvě mláďata. Celkem se v roce 2019 narodila čtyři mláďata a na konci roku bylo chováno 11 jedinců. Dvě mláďata přišla na svět také v dubnu 2020.
V roce 2019 byla Zoo Praha jedním ze dvou úspěšných chovatelů tohoto druhu v Evropě.
Celá skupina se nachází v zázemí zoo. Po dalších chovatelských úspěších by bylo možné představit tento druh i v expozici.